# Place d'Armes (Calais)
Pour les articles homonymes, voir Place d'Armes.

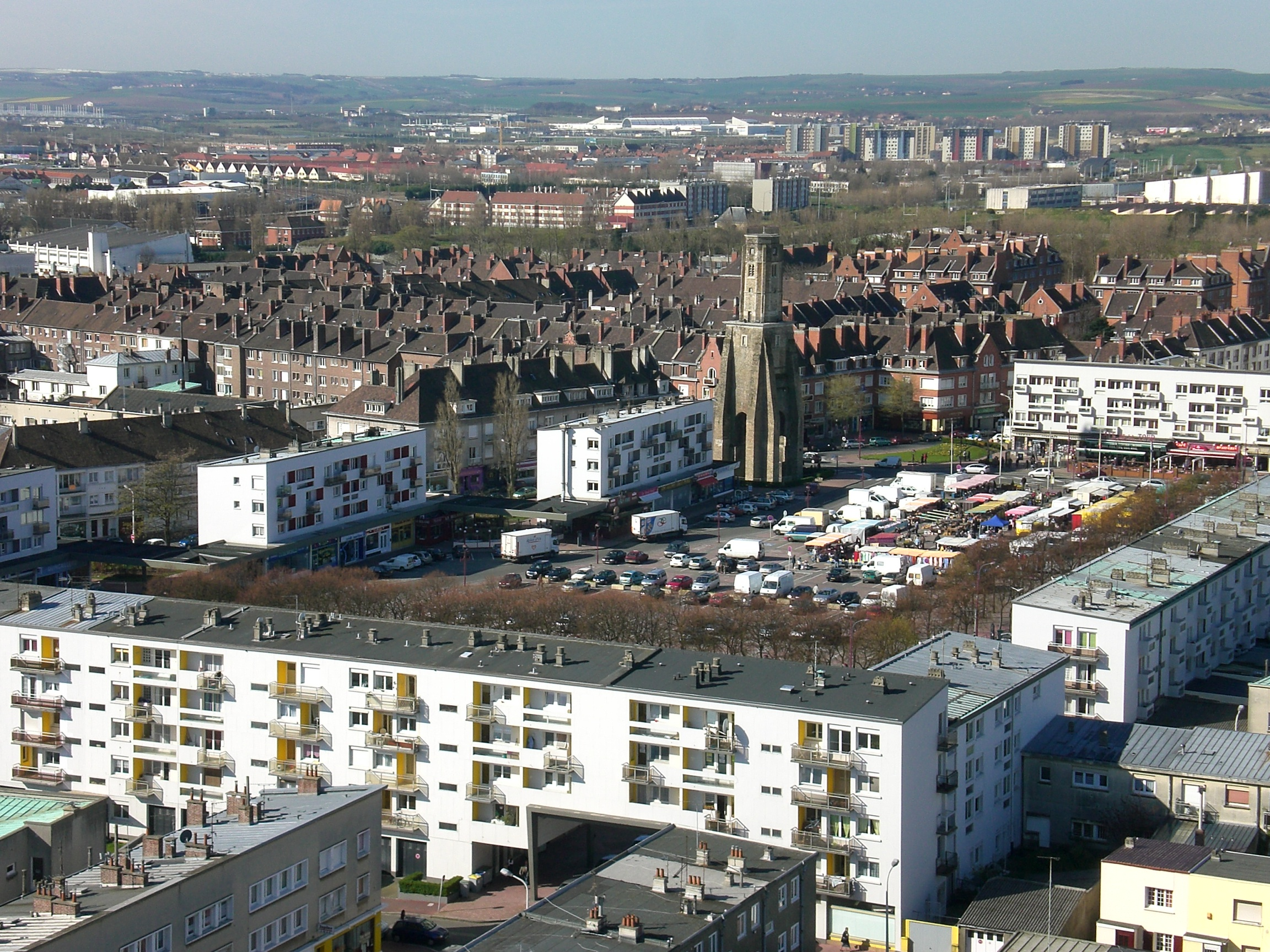
La place d'Armes et son marché vu du phare.

La place d'Armes est l'une des plus grandes places de la ville de Calais. 

## Situation et accès
Elle jouxte la tour du Guet.

## Origine du nom
Situé généralement au centre d'une fortification, une place d'armes est le lieu de rassemblement d'une petite troupe et un espace central accueillant les cérémonies importantes de la vie militaire.
La place d'Armes était autrefois le cœur de la ville de Calais. Durant l'occupation anglaise (1347 à 1558), elle prit le nom de Market Place (place du Marché). Ce n'est qu'à la fin de l'occupation anglaise, qu'elle prit définitivement le nom de place d'Armes. Malgré plusieurs tentatives pour changer son nom, c'est toujours celui de 1558 qui est en vigueur. Au lendemain de la Seconde Guerre mondiale, et sa destruction, due aux bombardements, la place d'Armes fut remodelée pour devenir ce qu'elle est actuellement.

## Historique

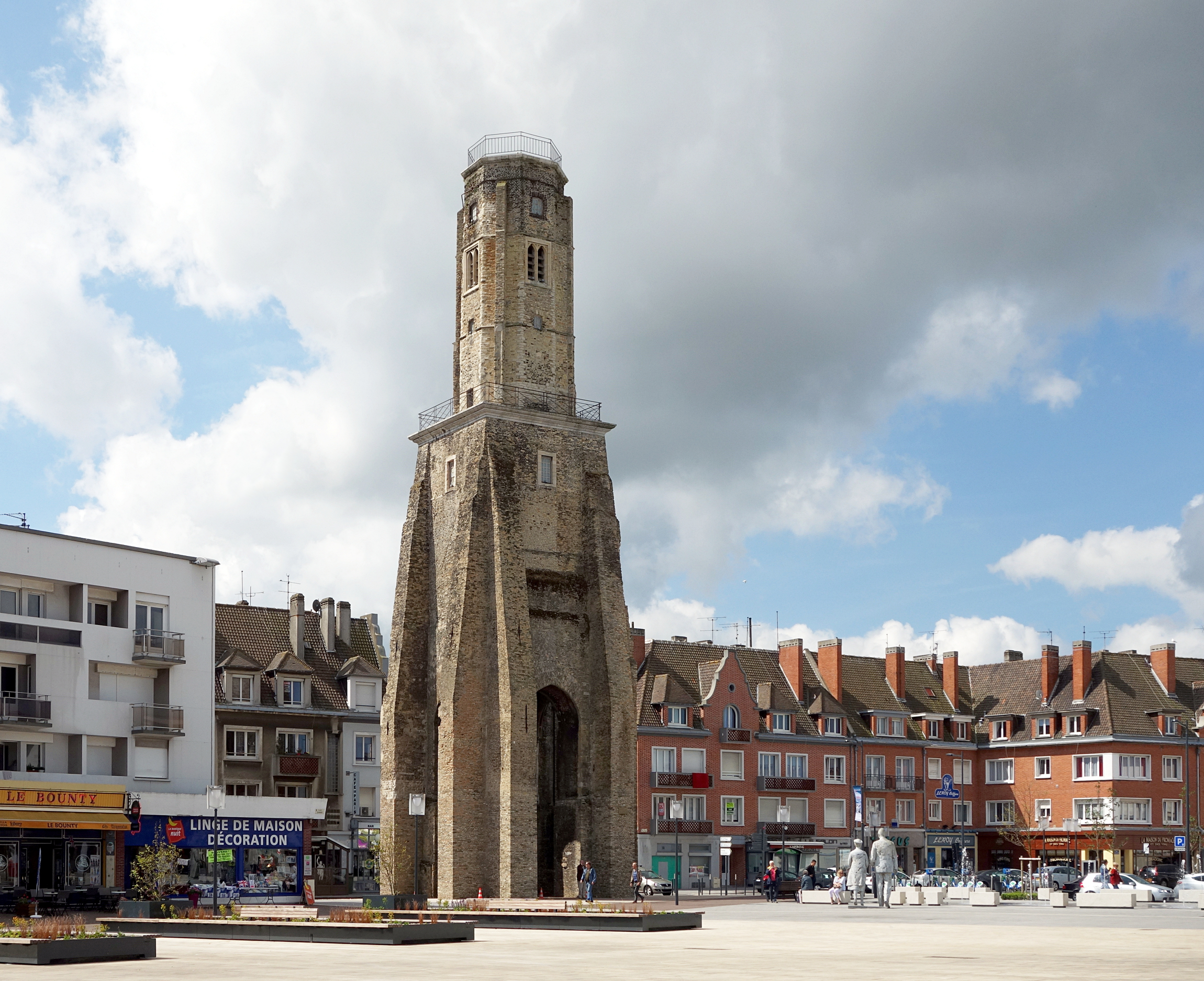
La place d'Armes et la tour du Guet.

C'est sur cette même place que se sont déroulées les scènes importantes du siège de Calais entre 1346 et 1347, avec entre autres, le rituel de capitulation et de concession de la grâce, propre à l'époque médiévale. Cet épisode fut relaté par deux chroniqueurs du XIVe siècle Jean le Bel et Jean Froissart, six bourgeois de Calais, se rendirent à Édouard III, en chemise, pieds nus, la corde au cou et porteur des clés de la ville et du château.
Après la reconquête de Calais en 1558 par François, duc de Guise, le  roi de France, François II accorda aux Calaisiens le droit d'y tenir deux fois par an une foire, qui existe encore de nos jours, ainsi que d'y tenir les mercredis et samedis le marché de Calais, toujours en activité.
De nos jours, il ne subsiste, seul témoin du passé, que la vieille tour du Guet, géante parmi les habitations du quartier de Calais Nord. 
Le marché de Calais se tient toujours depuis 1558 sur la place d'Armes, les mercredis matin, (sauf les jours de pluie où il se déroule, dans une rue adjacente, dans une salle couverte, le marché couvert). Mais les jeudis et samedis matin, il  se déroule sur la place Crève-cœur (Saint-Pierre-lès-Calais ayant fusionné avec Calais en 1885, Calais se retrouve donc avec deux grand'places).